# Anapodisma miramae
Anapodisma miramae är en insektsart som beskrevs av Dovnar-zapolskij 1932. Anapodisma miramae ingår i släktet Anapodisma och familjen gräshoppor. Inga underarter finns listade i Catalogue of Life.